# Tinença
Una tinença era a Europa i Catalunya cadascuna de les parcel·les propietat d'un senyor que se cedien a camperols per a la seua explotació directa a canvi d'una renda fixa o una proporció de les collites obtingudes i d'uns determinats serveis a la reserva del senyor. L'extensió de les tinences era variable. Durant l'edat mitjana els tinents podien ser serfs del senyor i restar adscrits vitaliciament a la terra que treballaven o bé lliures, en cas que poguessin anar-se'n un cop acomplertes les obligacions amb el senyor.

## La tinença feudal a la península Ibèrica
A diferència d'Europa, al Regne de Pamplona es desenvolupà un sistema de cessió de tinences que formava l'honor regalis. En aquest sistema el rei cedia temporalment les terres a un senyor vassall com a recompensa per a la seva fidelitat per tal que l'administrés, sense que la cessió impliqués la pèrdua de la propietat reial o impliqués que el senyor vassall que la rebia la pogués donar en herència al seu fill. El senyor feudal vassall que rebia la cessió de la tinença s'anomenava tinent.
Aquesta cessió s'anomenà honor, i el seu conjunt Honor regalis, al regne de Pamplona i al regne d'Aragó, on aparegueren amb anterioritat a la resta de la península Ibèrica. Les tinences es concedien a la noblesa i al clero, i a partir del segle xii contribuí a la feudalització a dotar-se de funcions de govern, jurisdicció i recaptació fiscal. El sistema de tinences passà del regne de Pamplona al regne de Castella i al regne d'Aragó. Segons Sánchez Albornoz l'origen del sistema de tinences es remuntaria al regne de Toledo, malgrat que el terme tinença no aparegué a la Corona de Castella fins al segle xi, quan amb la feudalització se concediren a certs senyors vassalls del rei atribucions públiques, administratives i judicials.